# یواس‌اس موری (ای‌جی‌اس-۱۶)
یواس‌اس موری (ای‌جی‌اس-۱۶) (به انگلیسی: USS Maury (AGS-16)) یک کشتی بود که طول آن ۴۲۶ فوت (۱۳۰ متر) بود. این کشتی در سال ۱۹۴۵ ساخته شد.